# Henry Hélou
Henry Hélou, né le 19 mars 1953 à Beyrouth, est un député libanais de Aley (Mont Liban).

## Biographie
Henry Hélou est élu pour la première fois lors d'élections législatives partielles en 2003, à la suite de la mort de son père, le député et ministre chrétien maronite Pierre Hélou. Il était soutenu aussi bien par les partis au pouvoir prosyriens et par une partie de l’opposition anti-syrienne. Il bat d’une courte tête le candidat du Courant patriotique libre, Hikmat Dib.
Au Parlement, il se rapproche des forces anti-syriennes et est réélu en 2005 sur la liste des forces de l’Alliance du 14 Mars, dirigée par le Parti socialiste progressiste de Walid Joumblatt. Il fit partie du bloc parlementaire de la Rencontre démocratique de Walid Joumblatt et ce jusqu'en janvier 2011, avec la dissolution de ce bloc parlementaire. Henry Hélou décida de maintenir son soutien au 14 mars et à Saad Hariri, qui affrontait Najib Mikati (soutenu par Joumblatt) pour décrocher la nomination au poste de Premier ministre.